# IC 4098
IC 4098 је галаксија у сазвјежђу Ловачки пси која се налази на листи објеката дубоког неба у Индекс каталогу.
Деклинација објекта је + 37° 58' 48" а ректасцензија 13h 2m 4,1s. Привидна величина (магнитуда) објекта IC 4098 износи 15,2 а фотографска магнитуда 16,0.